# Rohál
Rohál je znělcový hřeben asi 3 km jižně od Varnsdorfu, jímž je zakončen pohraniční hřbet mezi údolími Lužničky a Milířky. Vybíhá na západo-severozápad od hory Weberberg (Vyhlídka). Standardizované jméno je Kozí hřbet. Již minimálně 200 let se i v německé podobě Ziegenrücken používá na mapách pro hřbet táhnoucí se od západu na východ zakončený vrcholem Vyhlídka.
Je porostlý mohutnými bukovými lesy. Z hřebenu jsou dílčí výhledy z pasek. Na starších mapách uváděné označení Výhybna se vztahuje na rozšířenou plošinu na křižovatce lesních cest na západním svahu kopce. Sloužila jako výhybna při svážení dřeva. Při jižní straně je vedena modře značená turistická trasa a Hornická naučná stezka Údolí Milířky.